# Selwood
Selwood is een civil parish in het bestuurlijke gebied Mendip, in het Engelse graafschap Somerset met 798 inwoners.